# Solvenz
Solvenz (italienisch solvente, „lösend“; aus lateinisch solvere, „bezahlen, abbezahlen“) oder Zahlungsfähigkeit ist die Fähigkeit eines Wirtschaftssubjekts (natürliche oder juristischen Person), seine Verbindlichkeiten bei Fälligkeit sofort oder in absehbarer Zeit erfüllen zu können. Gegensatz ist die Insolvenz.

## Allgemeines
Bonität, Kreditwürdigkeit, Liquidität oder Solvabilität sind ähnliche Begriffe, die im Bankwesen als Fachbegriffe den Allgemeinbegriff Solvenz präzisieren. Solvenz wird auch mit Liquidität oder Zahlungsfähigkeit gleichgesetzt, so viele Zahlungsmittel bereitstellen zu können, um alle Zahlungsversprechen erfüllen zu können. Allgemeines Kennzeichen einer ausreichenden Solvenz sind vorhandene liquide Mittel (Zahlungsmittelbestand) und deren schnelle und möglichst verlustfreie Liquidierbarkeit, also eine ausreichende Liquidität. Auf dem vollkommenen Kapitalmarkt ist die Liquidität eines Wirtschaftssubjekts das Spiegelbild seiner Solvenz.
Die Solvenz spielt insbesondere bei Dauerschuldverhältnissen (Leasing, Miete, Ratenkredit, Versicherungsvertrag) eine Rolle, weil hierbei die Zahlungsfähigkeit des Schuldners über einen langen Zeitraum hinweg gewährleistet bleiben muss. Wegen ihrer zentralen Stellung in einer Volkswirtschaft hat der Gesetzgeber besondere Regelungen der Solvenz von Kreditinstituten und Versicherungen geschaffen. Dabei wird die Ausstattung dieser Unternehmen mit angemessenem Eigenkapital als Solvabilität bezeichnet.

## Bankwesen
Die Solvenz von Kreditinstituten hängt von ihrer Risikotragfähigkeit ab. Sie bezieht sich bankwirtschaftlich auf eine angemessene Eigenmittelunterlegung der eingegangenen Bankrisiken. Ein typisches Solvenzrisiko entsteht beispielsweise bei der rapiden Verschlechterung des Kreditportfolios. Die uninformierten Anleger bilden dabei ihre Erwartungen über die Solvenz der Kreditinstitute, indem sie das Verhalten der informierten Anleger beobachten. Informierte Anleger heben ihre Spareinlagen ab, sobald sie schlechte Nachrichten über ihre Bank erhalten. Beobachten dies die uninformierten Einleger, werden sie eine Warteschlange vor dem Bankschalter als Signal für eine drohende Insolvenz deuten, es kommt zum Bank Run. Die 1959 aufgestellte Maximalbelastungstheorie verlangt deshalb, dass die vorhandenen Eigenmittel ausreichen müssen, um mögliche Liquidationsverluste zu decken. „Die Summe der Verluste, die bei einer derartigen vorzeitigen Abtretung gewisser Aktiva hingenommen werden müssen, darf nie größer sein als das Eigenkapital“.
Um eine angemessene Solvenz sicherzustellen, sollte der Bankenaufsicht zufolge bei der Festlegung von Eigenmittelanforderungen auf eine risikogerechte Gewichtung der Aktiva und außerbilanziellen Posten geachtet werden. Eine zu starke Konzentration von Krediten auf einen einzigen Kreditnehmer (Granularität) oder eine Gruppe verbundener Kunden (Klumpenrisiko) wird als der Solvenz eines Instituts abträglich angesehen. So dürfen nach Art. 93 Abs. 1 Kapitaladäquanzverordnung (englische Abkürzung CRR) die Eigenmittel eines Instituts nicht unter den zum Zeitpunkt seiner Zulassung als Anfangskapital geforderten Betrag fallen, um die Solvenz sicherzustellen. Bei Stresstests sieht Art. 290 Abs. 7 CRR vor, dass bei der Analyse der Solvenz unter Stressbedingungen die für die zugrunde gelegten Risikofaktoren simulierten Schocks schwer genug sein müssen, um extreme historische Marktrahmenbedingungen und extreme, aber plausible angespannte Marktbedingungen zu erfassen.

## Versicherungswesen
Im Versicherungsaufsichtsrecht ist die Solvabilität II (englisch solvency) in den §§ 74 ff. VAG geregelt. Danach haben Versicherungsunternehmen eine Gegenüberstellung von Aktiva und Passiva zum Zweck der Bestimmung der vorhandenen Eigenmittel zu erstellen (Solvabilitätsübersicht), wobei gegebenenfalls versicherungstechnische Rückstellungen zu bilden sind (§ 75 Abs. 1 VAG). Versicherungsunternehmen haben stets über anrechnungsfähige Eigenmittel mindestens in Höhe der Solvabilitätskapitalanforderung zu verfügen. Die Solvabilitätsspanne bestimmt, über wie viel Eigenmittel eine Versicherung verfügen muss.

## Kennzahlen zur Solvenz
Die Solvenz ist ein wichtiges Kriterium beim Rating von Unternehmen oder Staaten, gemessen an betriebswirtschaftlichen Kennzahlen wie Liquiditäts- und Schuldenkennzahlen oder der Eigenkapitalquote. Bei Privathaushalten orientiert sich das Kreditscoring an verfügbaren Bankguthaben oder freien Dispositionskrediten sowie am Schuldendienstdeckungsgrad.